# Вінні Джонс
Ві́нсент Пі́тер «Ві́нні» Джонс (англ. Vincent Peter «Vinnie» Jones; нар. 5 січня 1965, Вотфорд) — британський актор та колишній валлійський футболіст.
Хоча Джонс народився в англійському графстві Гартфордшир, як футболіст він представляв валлійську національну збірну, зокрема був її капітаном. 1988 року Джонс виграв Кубок Англії 1987—1988 у складі «Вімблдону», за який загалом провів 200 ігор (з перервами між 1986 та 1998). Крім того, він виступав за «Челсі» та «Лідс Юнайтед».
Маючи образ жорсткого гравця з агресивним стилем та своєрідною поведінкою, Джонс скористався цим у своїй подальшій акторській кар'єрі. Він часто грає ролі тренерів, хуліганів та жорстоких злочинців.

## Фільмографія
| Рік       |    | Українська назва                                            | Оригінальна назва                  | Роль                                        |
| --------- | -- | ----------------------------------------------------------- | ---------------------------------- | ------------------------------------------- |
|           | ф  | Помста 2 (знімається)                                       | Vengeance 2                        | Шон Тіг                                     |
|           | ф  | Хрест 3 (постпродукція)                                     | Cross 3                            | Гуннар                                      |
|           | ф  | Загіпнотизований (постпродукція)                            | Hypnotized                         |                                             |
|           | ф  | Божевілля як метод (постпродукція)                          | Madness in the Method              | Вінні                                       |
|           | ф  | Нещастя Рона Гоппера (постпродукція)                        | Ron Hopper's Misfortune            | Рон Гоппер                                  |
|           | ф  | Викликає Лондон (постпродукція)                             | London Calling                     | Нілін                                       |
|           | ф  | Овертаун (відкладений)                                      | Overtown (delayed)                 | Катті                                       |
|           | ф  | 34-й батальйон (відкладений)                                | The 34th Battalion                 | лейтенант Колонел                           |
| 2019      | ф  | Сонячне затемнення: Глибина темряви                         | Solar Eclipse: Depth of Darkness   | сер Норман Сміт                             |
| 2015—2018 | с  | Стріла                                                      | Arrow                              | Брік / Денні (Деніел) Бріквелл (9 епізодів) |
| 2018      | с  | Обман                                                       | Deception                          | Гюнтер Густафсен (13 епізодів)              |
| 2017      | ф  | Перехресні війни                                            | Cross Wars                         | Гуннар                                      |
| 2016      | с  | Макгайвер (2016)                                            | MacGyver (TV Series)               | Джон Кендрік (1 епізод)                     |
| 2016      | ф  | Чудова сімка                                                | The Magnificent Seven              |                                             |
| 2016      | ф  | Опівнічна людина                                            | The Midnight Man                   | Перл                                        |
| 2016      | ф  | Списаний / Списаний у резерв                                | Decommissioned                     | Майкл Прайс                                 |
| 2015—2016 | с  | Галавант                                                    | Galavant                           | король Гарет (основна роль, 18 епізодів)    |
| 2016      | ф  | Убити Кейна                                                 | Kill Kane                          | Рей Брукс                                   |
| 2015      | ф  | Укус                                                        | Bite                               | Великий Джон                                |
| 2015      | ф  | У скрутному становищі                                       | Gridlocked                         | Райкер                                      |
| 2015      | ф  | Шість способів померти                                      | 6 Ways to Die                      | Джон Доу                                    |
| 2015      | ф  | Шах і мат                                                   | Checkmate                          | Лу                                          |
| 2015      | ф  | Рівер 9                                                     | Rivers 9                           | Рей Каплан                                  |
| 2015      | ф  | Найманець: Відпущення гріхів                                | Absolution                         | Босс                                        |
| 2015      | ф  | Ідеальні канікули                                           | A Perfect Vacation / Awaken        | сержант                                     |
| 2015      | ф  | Токсин                                                      | Toxin                              | Реннер                                      |
| 2014      | ф  | Обчислювач                                                  | Вычислитель / Calculator           | Юст ван Борг                                |
| 2014      | ф  | Подвійна гра                                                | Gutshot Straight                   | Карл                                        |
| 2014      | ф  | Жнець / Косар                                               | Reaper                             | Роб                                         |
| 2014      | с  | Ігри розуму                                                 | Mind Games                         | Айзек Вінсент (2 епізоди)                   |
| 2014      | ф  | За межами правосуддя                                        | Beyond Justice                     | Вінсент де ла Крус                          |
| 2014      | ф  | Шлях нечестивих                                             | Way of the Wicked                  | Джон Елліот                                 |
| 2014      | с  | Мушкетери                                                   | The Musketeers                     | ЛаБарж (1 епізод)                           |
| 2014      | ф  | Деяка справедливість                                        | A Certain Justice                  | Беннет                                      |
| 2014      | ф  | Занесло / Перенаправлений                                   | Redirected                         | Золотий Пол (Полюс), власник казино         |
| 2014      | с  | Ясновидець                                                  | Psych                              | Ронні Айвз (1 епізод)                       |
| 2013      | ф  | Кров спокути                                                | Blood of Redemption                | Кемпбелл                                    |
| 2013      | ф  | Засідка                                                     | Ambushed                           | Вінсент Камастра                            |
| 2013      | ф  | Евакуація                                                   | Extraction                         | Іван Рудовські                              |
| 2013      | ф  | План втечі                                                  | Escape Plan                        | Дрейк                                       |
| 2013      | с  | Елементарно                                                 | Elementary                         | полковник Себастьян Моран (2 епізоди)       |
| 2013      | ф  | У безпеці                                                   | In Security                        | Тіллінг'ест                                 |
| 2013      | ф  | Розкол                                                      | Fractured                          | Квінсі                                      |
| 2013      | в  | Загін героїв                                                | Company of Heroes                  | Брент Віллоубі                              |
| 2012      | ф  | Клин клином                                                 | Fire with Fire                     | Бойд                                        |
| 2012      | ф  | Диво-хлопці                                                 | Magic Boys                         | Джек Варґа                                  |
| 2012      | ф  | Фрилансери                                                  | Freelancers                        | Саллі                                       |
| 2012      | ф  | Викрадення літака / Викрадений                              | Hijacked                           | Джо Баллард                                 |
| 2012      | мф | Мадагаскар 3                                                | Madagascar 3: Europe's Most Wanted | Пес Фредді (голос)                          |
| 2011      | ф  | Найгірший фільм                                             | Not Another Not Another Movie      | Ненсі Лонґботом                             |
| 2011      | в  | Хрест (відеофільм)                                          | Cross                              | Гуннар                                      |
| 2011      | в  | Кров (відеофільм)                                           | Blood Out                          | Зед                                         |
| 2011      | ф  | Ліквідатор                                                  | Likvidator (Казахстан)             | найманий убивця                             |
| 2011      | ф  | Прикинься моїм чоловіком (Ви не можете поцілувати наречену) | You May Not Kiss the Bride         | Брік                                        |
| 2011      | ф  | Ера драконів                                                | Age of the Dragons                 | Стаб                                        |
| 2011      | ф  | Ірландець                                                   | The Guard                          | Кіт Рітсон                                  |
| 2011      | с  | Плащ                                                        | The Cape                           | Скейлз / мафіозо Домінік Рауль (6 епізодів) |
| 2010      | ф  | Інверсія                                                    | Inversion                          | Дуґ                                         |
| 2010      | ф  | Під замком                                                  | Locked Down                        | Антон Варґас                                |
| 2010      | в  | Козирні тузи 2: Бал смерті                                  | Smokin' Aces 2: Assassins' Ball    | Фінбар Мактіґ                               |
| 2010      | с  | Чак                                                         | Chuck                              | Карл Стромберг (1 епізод)                   |
| 2009      | ф  | Стікаючий кров'ю                                            | The Bleeding                       | Каїн                                        |
| 2009      | кф | Балада про солдата Джо (відео)                              | The Ballad of G.I. Joe             | Дестро                                      |
| 2009      | ф  | Життя за брата                                              | The Heavy                          | Данн                                        |
| 2009      | кф | Серцевий напад (відео)                                      | Attack Cardio                      |                                             |
| 2009      | ф  | Чорна трясовина                                             | Legend of the Bog                  | Пан Мисливець                               |
| 2009      | ф  | Початок часів                                               | Year One                           | Саргон                                      |
| 2009      | ф  | (Без назви)                                                 | (Untitled)                         | Рей Барко                                   |
| 2008      | ф  | Опівнічний експрес                                          | The Midnight Meat Train            | Махагоні                                    |
| 2008      | ф  | Під кайфом                                                  | Loaded                             | Містер Блек                                 |
| 2008      | ф  | Пекельна поїздка                                            | Hell Ride                          | Біллі Вінгз                                 |
| 2007      | ф  | Зуб і ніготь                                                | Tooth and Nail                     | Монгрел — Ровер                             |
| 2007      | ф  | Сила і честь                                                | Strength and Honour                | Смешер О'Дріскол                            |
| 2007      | в  | Таємниця рукопису                                           | The Riddle                         | Майк Салліван                               |
| 2007      | ф  | Спліт                                                       | 7-10 Split                         | Родді Найтенґейл                            |
| 2007      | ф  | Засуджені                                                   | The Condemned                      | Макстарлі                                   |
| 2006      | ф  | Гарфілд 2: Історія двох кішечок                             | Garfield: A Tail of Two Kitties    | Роммель (голос)                             |
| 2006      | ф  | Люди Ікс: Остання битва                                     | X-Men: The Last Stand              | Джаггернаут / Кейн Марко                    |
| 2006      | ф  | Зіграно                                                     | Played                             | детектив Брайс                              |
| 2006      | ф  | Друга половинка                                             | The Other Half                     | Босс                                        |
| 2006      | ф  | Вона — чоловік                                              | She's the Man                      | Дінклейдж                                   |
| 2006      | ф  | Джонні Динаміт                                              | Johnny Was                         | Джонні Дойл                                 |
| 2006      | в  | Дівчина номер один                                          | The Number One Girl                | Драґош Молнар                               |
| 2005      | тф | Таємничий острів (телефільм)                                | Mysterious Island                  | Боб                                         |
| 2005      | с  | Масовка                                                     | Extras                             | камео (1 епізод)                            |
| 2005      | ф  | Нальотчики з Голлівуда                                      | Hollywood Flies                    | Шон                                         |
| 2005      | в  | Гранична глибина                                            | Submerged                          | Генрі                                       |
| 2005      | ф  | Капкан часу                                                 | Slipstream                         | Вінстон Бріґс                               |
| 2004      | ф  | Вибух                                                       | Blast                              | Майкл Кіттредж                              |
| 2004      | ф  | Стиль виживання 5+                                          | Survive Style 5+                   | найманий убивця                             |
| 2004      | ф  | Євротур                                                     | Eurotrip                           | Божевільний Мейнард                         |
| 2004      | ф  | Щасливий Зуб                                                | Tooth                              | Екстрактор                                  |
| 2004      | ф  | Велика крадіжка                                             | The Big Bounce                     | Лу Гарріс                                   |
| 2002      | в  | Westlife — «Bop Bop Baby» (відеокліп)                       | Westlife: Bop Bop Baby             | Дюк Вінсент                                 |
| 2001      | ф  | Костолом                                                    | Mean Machine                       | Денні Міхан                                 |
| 2001      | ф  | Ніч у «Золотому орлі»                                       | Night at the Golden Eagle          | Родан                                       |
| 2001      | ф  | Пароль «Риба-Меч»                                           | Swordfish                          | Марко                                       |
| 2000      | ф  | Великий куш                                                 | Snatch                             | Тоні Куля в Зубах                           |
| 2000      | ф  | Викрасти за 60 секунд                                       | Gone in Sixty Seconds              | Сфінкс                                      |
| 1998      | ф  | Карти, гроші та два стволи, що димлять                      | Lock Stock and Two Smoking Barrels | Великий Кріс                                |